# Sven Bergsten
Sven Gunnar Bergsten, född 28 april 1926 i Trelleborg, död 31 mars 1990 i Sandviken, var en svensk fotbollsspelare (ytterhalv).
Bergsten spelade först för Trelleborgs FF och IFK Kristinehamn, och gick 1949 till Degerfors IF, där han mellan 1949 och 1954 gjorde sammanlagt 101 allsvenska matcher (inga mål). Hösten 1954 gick han till Sandvikens IF, som han säsongen 1954/1955 var med och tog upp i Allsvenskan igen. Han spelade därefter i Sandviken till och med 1959, och gjorde sammanlagt 66 allsvenska matcher (inga mål) för klubben.
Bergsten beskrivs som en energisk och slitstark spelare som tacklade hårt och hade en oerhörd arbetsförmåga. Han spelade två B-landskamper för Sverige.